# Plebejus cleobis
Plebejus cleobis is een vlinder uit de familie van de Lycaenidae. De wetenschappelijke naam van de soort is voor het eerst gepubliceerd in 1861 door Bremer.

## Verspreiding
De soort komt voor in Siberië en Japan.

## Ondersoorten
- Plebejus cleobis cleobis
- Plebejus cleobis tancrei (Graeser, 1888)
- Plebejus cleobis kenteanus (Staudinger, 1892)
- Plebejus cleobis ongodai Tutt, 1909
- Plebejus cleobis verchojanicus Kurenzov, 1970

## Waardplanten
De rupsen leven op Empetrum nigrum, Ledum, Vaccinium en Astragalus.